# Dash Mihok

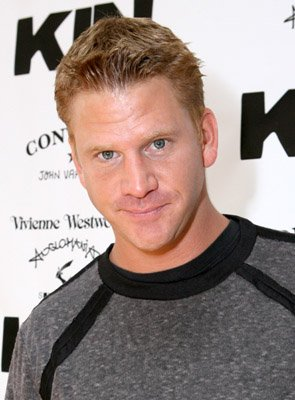
Dash Mihok, 2010

Dashiell Mihok (* 24. Mai 1974 in New York City) ist ein US-amerikanischer Schauspieler, Regisseur und Filmproduzent.

## Biografie
Dash Mihok wurde als Sohn zweier Schauspieler geboren und wuchs in Greenwich Village auf. Sein eigentlicher Vorname Dashiell ist auf Dashiell Hammett zurückzuführen. Nach seinem Schulabschluss an der Bronx High School of Science und einem Studium des Tanzes schlug er den Weg zum Film ein und wirkte fortan in diversen Hollywoodfilmen mit, zumeist in Nebenrollen. Neben Leonardo DiCaprio agierte er 1996 in William Shakespeares Romeo + Julia; zu erwähnen sind auch seine Auftritte in Der Sturm (2000) mit Mark Wahlberg sowie in The Day After Tomorrow (2004). Im Jahr 2006 erschien Mihoks erster Film, That Guy, bei dem er Regie führte und den er auch produzierte. Mihok stand 2011 neben Method Man für den Urban Thriller Der Sezierer – Nicht alle Toten schweigen (The Mortician) und Trespass vor der Kamera.

## Privates
Mihok war mit Alanis Morissette liiert und ist in ihrem Musikvideo zum Lied So Pure als Tänzer zu sehen.

## Filmografie (Auswahl)

### Schauspieler
- 1995–2009: Law & Order (Fernsehserie, 2 Folgen)
- 1996: Foxfire
- 1996: Eine Hausfrau zum Knutschen (Pearl, Fernsehserie)
- 1996: Sleepers
- 1996: William Shakespeares Romeo + Julia (William Shakespeare’s Romeo + Juliet)
- 1998: Telling You
- 1998: Der schmale Grat (The Thin Red Line)
- 1999: Whiteboyz
- 1999: Felicity (Fernsehserie, 7 Folgen)
- 2000: Der Sturm (The Perfect Storm)
- 2001: The Journeyman
- 2001: Nailed
- 2001: Finder’s Fee
- 2001: One Eyed King
- 2002: Der Super-Guru (The Guru)
- 2002: Johnny Flynton
- 2002: Dark Blue
- 2003: Basic – Hinter jeder Lüge eine Wahrheit (Basic)
- 2004: Connie und Carla (Connie and Carla)
- 2004: CSI: Den Tätern auf der Spur (CSI: Crime Scene Investigation, Fernsehserie, Folge 4x20 Sport ist Mord)
- 2004: The Day After Tomorrow
- 2004: Mojave
- 2005: Kiss Kiss, Bang Bang (Kiss Kiss Bang Bang)
- 2006: Streets of Philadelphia – Unter Verrätern (10th & Wolf)
- 2006: Die Hollywood-Verschwörung (Hollywoodland)
- 2007: Sex and Death 101
- 2007: Firehouse Dog
- 2007: Loveless in Los Angeles
- 2007: Superheroes
- 2007: Ghost Whisperer – Stimmen aus dem Jenseits (Ghost Whisperer, Fernsehserie, Folge 3x04 Kranke Liebe)
- 2007: Pushing Daisies (Fernsehserie, Folge 1x04 Brieftaube)
- 2007: I Am Legend
- 2008: Punisher: War Zone
- 2009–2010: Good Wife (The Good Wife, 2 Folgen)
- 2010: Burn Notice (Fernsehserie, Folge 3x13 Enge Feinde)
- 2010: Lifted
- 2010: Human Target (Fernsehserie, Folge 1x09 Im Ring)
- 2010: Criminal Intent – Verbrechen im Visier (Law & Order: Criminal Intent, Fernsehserie, Folge 9x07 Verbissen)
- 2011: In Northwood (On the Inside)
- 2011: Trespass
- 2011: Prime Suspect (Fernsehserie, 2 Folgen)
- 2011: Hawaii Five-0 (Fernsehserie, Folge 2x03 Einzelkämpfer)
- 2011: Grey’s Anatomy (Fernsehserie, Folge 8x06 Pokerface)
- 2012: Greetings from Home (Fernsehserie)
- 2012: Breakout Kings (Fernsehserie, Folge 2x08 Was ein Einsatz mit sich bringt)
- 2012: Silver Linings (Silver Linings Playbook)
- 2012: Blue Bloods – Crime Scene New York (Blue Bloods, Fernsehserie, Folge 3x08 Anstiftung zum Mord)
- 2013–2020: Ray Donovan (Fernsehserie, 78 Folgen)
- 2015: Gotham (Fernsehserie, 3 Folgen)
- 2015: Too Late
- 2016: Before I Wake
- 2017: The Girl Who Invented Kissing
- 2018: A Million Little Pieces
- 2019: Whiskey Cavalier (Fernsehserie, Folge 1x07)
- 2019: Inherit the Viper
- 2019: Sleeping in Plastic
- 2021: Law & Order: Organized Crime (Fernsehserie, 8 Folgen)
- 2022: Tiefe Wasser (Deep Water)
- 2023: Gossip Girl (Fernsehserie, 1 Folge)
- 2023: Accused (Fernsehserie, 1 Folge)

### Regisseur
- 2006: That Guy